# 觉木隆寺
觉木隆寺，位于西藏自治区拉萨市堆龙德庆区乃琼镇甲热村，是一座藏传佛教格鲁派寺院。

## 简介
堆龙德庆县乃琼镇甲热村是国家级非物质文化遗产“觉木隆藏戏”的发源地，2002年被西藏自治区人民政府命名为“藏戏民间艺术之乡”。甲热村也是觉木隆寺的所在地。觉木隆寺和桑浦寺都是建立在拉萨三大寺之前的古寺。
觉木隆寺创建于1169年，属于格鲁派寺庙。创建之初，规模比现存规模大很多。如今，觉木隆寺仅存两个大殿：主殿、长寿殿，占地面积26000余平方米。
觉木隆寺主殿内，有一幅绘制的大威德金刚像，到21世纪初已有400余年历史。觉木隆寺主殿内壁的黑底壁画是用“乌金”制做的矿物颜料绘制而成。
觉木隆寺长寿殿内，供奉三尊高6至7米的长寿佛，据说比小昭寺供奉的长寿佛早许多年。
觉木隆寺主殿侧室内，展示各种形态的面具。这些面具是每年冬季和夏季“跳神”的用具。
如今，觉木隆寺由觉木隆寺管理委员会管理。